# Comcast
Comcast Corporation è il più grande operatore via cavo degli Stati Uniti, il terzo fornitore di servizi telefonici domestici e una delle principali industrie mediatiche del mondo. Nel gennaio del 2011 ha acquistato la maggioranza del gruppo multimediale NBCUniversal, una delle cinque major di Hollywood. Comcast Corporation, proprietaria dei canali CNBC,  ha sede in Pennsylvania al Comcast Center di Filadelfia, il più alto grattacielo della città.
Con Disney e Warner Bros. Discovery è una delle media company più grandi al mondo, quotata al Nasdaq. Nell'ottobre 2018 Comcast acquista il colosso televisivo Sky dal magnate Rupert Murdoch.

## Storia
Nel 1963 Ralph J. Roberts in collaborazione con i suoi due soci in affari, Daniel Aaron e Julian A. Brodsky, acquista American Cable Systems come spin-off aziendale dalla sua controllante, Jerrold Electronics, per 500.000 dollari. All'epoca American Cable era un piccolo operatore via cavo a Tupelo, nel Mississippi, con cinque canali e 12.000 clienti. Nel 1965 American Cable acquisisce Storecast Corporation of America, una società di marketing specializzata nei supermercati di product placement. Essendo Storecast un cliente Muzak, American Cable rileva anche il suo primo franchising Muzak a Orlando, in Florida.
Nel 1969 la società viene ribattezzata in Pennsylvania con il nuovo nome di Comcast Corporation, un nome che è la sintesi delle parole "Comunicazione" e "Trasmissione". Nel 1972 la quotazione in Borsa con una capitalizzazione di mercato di 3 milioni di dollari. Nel 1977 la HBO fu lanciata per la prima volta su un sistema Comcast con 20.000 clienti nella Pennsylvania occidentale con un'anteprima gratuita di cinque notti con una percentuale di iscrizione del 15%.
Nel 1986 Comcast acquisisce il 26% di Group W Cable, raddoppiando il numero di abbonati a 1 milione. Nel 1988 rileva, in un accordo congiunto con Tele-Communications Inc., una partecipazione del 50% di Storer Communications dopo avere inutilmente tentato di rilevarla l'anno precedente. Sempre quell'anno acquisisce anche American cellulare Network Corporation per 230 milioni di dollari, diventando per la prima volta un operatore di telefonia mobile. 
Nel febbraio 1990 il figlio di Ralph Roberts, Brian L. Roberts, succede al padre come presidente di Comcast. Due anni dopo, nel 1992, Comcast Cellular acquista una partecipazione di controllo in Metrophone di Metromedia. E nel 1994 Comcast diventa il terzo operatore via cavo negli Stati Uniti, con circa 3,5 milioni di abbonati, in seguito all'acquisto della divisione americana di Maclean-Hunter per 1,27 miliardi di dollari. Nello stesso tempo la filiale britannica della società, Comcast UK Cable Partners, con altre cinque società del settore diventa uno dei primi investitori nel The Golf Channel. Sempre nel 1994 prende il controllo di QVC (ne aveva in precedenza il 15,5%) in modo da impedire che la società si fondesse con CBS. In seguito, nel 2004, venderà poi le sue azioni QVC a Liberty Media per 7,9 miliardi di dollari.
Nell'ottobre del 1995 Comcast acquisisce un altro operatore via cavo, EW Scripps Company, per $ 1,5 miliardi di dollari, portando i suoi clienti a quota 4,3 milioni. Comcast offre la connessione internet per la prima volta nel 1996, partecipando al lancio della rete @Home. Già a fine 1997 era disponibile nelle aree di Philadelphia, Detroit, Baltimora, Sarasota, per poi essere rapidamente estesa ad altre aree. Quando nell'ottobre 2001 Excite @ Home fallisce, è Comcast ad assumere il compito di fornire internet direttamente ai consumatori a partire dal gennaio 2002.
Nel 1996 nascono Comcast Spectacor e Comcast SportsNet, il primo entra a far parte della società sportiva Spectacor di Ed Snider, il secondo come canale sportivo della regione di Philadelphia. Nel 1997 Microsoft investe 1 miliardo di dollari in Comcast e sempre nello stesso anno, in collaborazione con Disney, Comcast ottiene il controllo del 50,1% di E!.
Negli anni duemila la sua attività consiste principalmente nella fornitura di servizi di televisione via cavo, internet e di telefonia digitale, presentandosi sul mercato americano attraverso il marchio Xfinity. Dal gennaio 2011, con l'acquisizione del gruppo mediatico internazionale NBCUniversal, è anche un produttore di contenuti televisivi e cinematografici, possedendo numerosi canali satellitari e via cavo, due canali nazionali (NBC e Telemundo), uno studio cinematografico di primo livello (Universal Pictures), numerosi parchi tematici e diverse proprietà internet. Comcast Corporation è inoltre proprietaria dei Philadelphia Flyers, squadra che milita nel campionato NHL, e di numerose arene sportive a marchio Global Spectrum.
Nel 2017 avvia le trattative per la possibile acquisizione di Sky plc, la società fondata da Rupert Murdoch e leader delle pay tv in Austria, Germania, Irlanda, Italia e Regno Unito, come controfferta rispetto alla proposta presentata da Twenty-First Century Fox. Si tratta inizialmente di un'operazione da 22 miliardi di sterline (circa 25 miliardi di euro) che nel giugno 2018 ha ottenuto il sì dell'Antitrust Ue che nell'aprile 2017 aveva dato anche il via libera all'offerta concorrente. Il 22 settembre 2018, con un'offerta da 30,6 miliardi di sterline, Comcast vince l'asta.